# Umberto Bossi

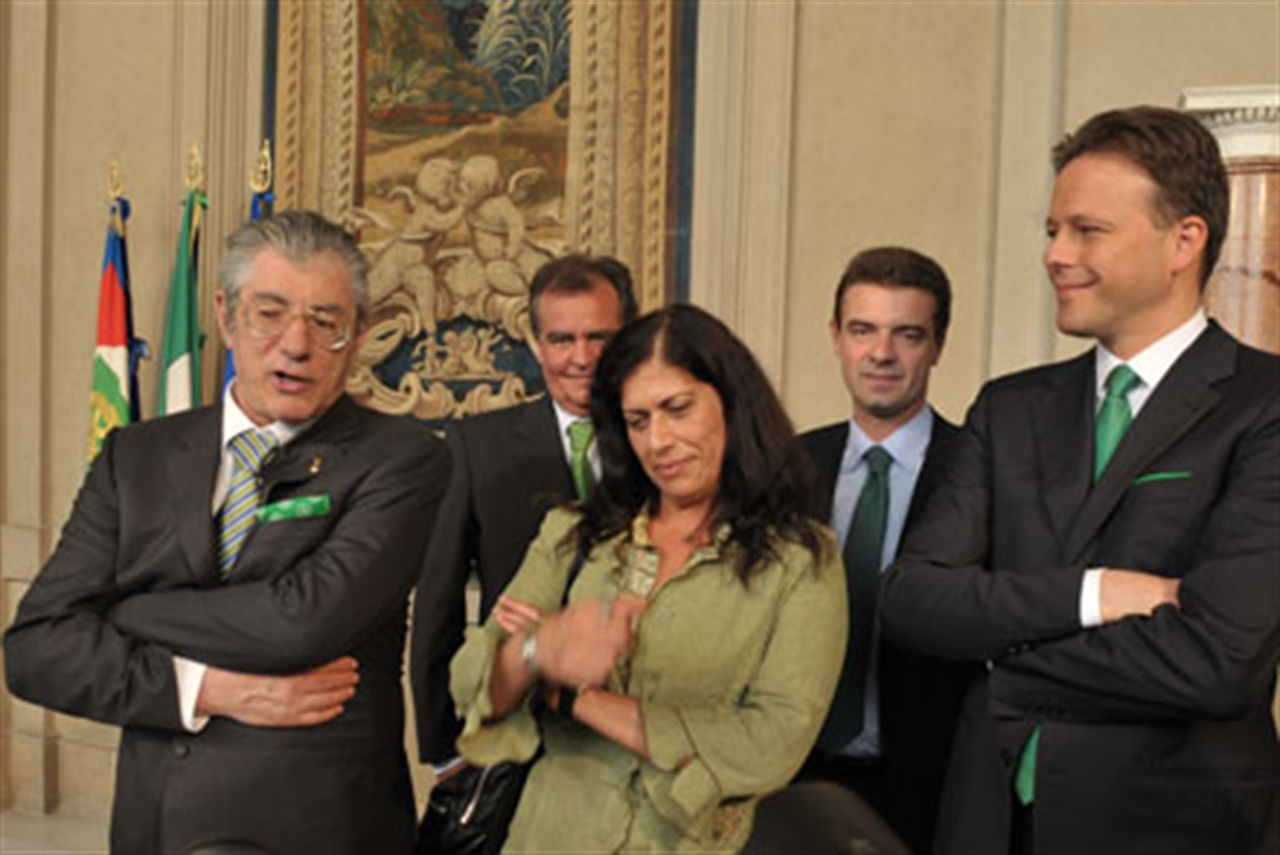
Umberto Bossi (pierwszy z lewej) z liderami Ligi Północnej

Umberto Bossi (ur. 19 września 1941 w Cassano Magnago) – włoski polityk, inicjator i wieloletni przywódca Ligi Północnej, minister i parlamentarzysta.

## Życiorys
W latach 70. podjął nieukończone studia medyczne na Uniwersytecie w Pawii.
Początkowo sympatyzował z Włoską Partią Komunistyczną, jednak w latach 80. przeszedł na pozycje prawicowe. Zaangażował się w organizację regionalnej partii w Lombardii, stając w 1984 na czele nowo utworzonej Ligi Lombardzkiej. W 1987 po raz pierwszy dostał się do parlamentu jako senator X kadencji, będąc tam jedynym przedstawicielem autonomistów.
W 1991 zainicjował powstanie Ligi Północnej, federacyjnego ugrupowania zrzeszającego regionalne partie z północnych regionów Włoch. Od tego czasu nieprzerwanie kieruje tym ugrupowaniem.
W latach 1992–2004 zasiadał w Izbie Deputowanych XI, XII, XIII i XIV kadencji. W 1994 współtworzył prawicową koalicję Biegun Wolności, która wygrała przedterminowe wybory parlamentarne przeprowadzone po aferach korupcyjnych (tzw. Tangentopoli). Prowadzone postępowania karne w sprawach korupcyjnych objęły wówczas również Umberta Bossiego. W 1995 wymierzono mu karę 8 miesięcy pozbawienia wolności z warunkowym zawieszeniem jej wykonania za przyjęcie łapówki po procesie, w którym skazano także m.in. Bettina Craxiego.
Wcześniej, jesienią 1994, po zaledwie kilku miesiącach doprowadził do wyjścia Ligi Północnej z koalicji, doprowadzając wówczas do upadku rządu Silvia Berlusconiego. W 1996 w imieniu swojego ugrupowania proklamował Federalną Republikę Padanii, zgłaszając postulaty oderwania się północnych regionów Włoch od reszty kraju. W 2000 Liga Północna porzuciła postulaty secesjonistyczne, opowiadając się za wzmacnianiem roli regionów przy zachowaniu struktur centralnych.
Przed wyborami parlamentarnymi w 2001 Umberto Bossi doszedł do porozumienia z Silviem Berlusconim, przystępując ze swoją partią do Domu Wolności. Po zwycięstwie tego bloku w nowym rządzie objął stanowisko ministra do spraw reform federalnych, które zajmował od 11 czerwca 2001. 11 marca 2004 przeszedł udar mózgu, w wyniku którego utracił w pewnej mierze zdolność mówienia. Podobnie jak wielu liderów partyjnych wystartował w wyborach do Parlamentu Europejskiego w tym samym roku. Po uzyskaniu mandatu 19 lipca 2004 zrezygnował ze stanowiska ministra.
W 2006 kandydował z powodzeniem do niższej izby krajowego parlamentu, pozostał jednak eurodeputowanym. Przed przedterminowymi wyborami w 2008 zdecydował się powrócić do polityki krajowej. Potwierdził dotychczasowe przymierze z Silviem Berlusconim, blokując listy Ligi Północnej z Ludem Wolności i Ruchem dla Autonomii. Został deputowanym XVI kadencji, a w nowym gabinecie powołano go w skład Rady Ministrów na urząd ministra do spraw reform instytucjonalnych i decentralizacji. Funkcję ministra pełnił do 2011.
W kwietniu 2012 zrezygnował z funkcji sekretarza federalnego Ligi Północnej po oskarżeniach o przeznaczanie partyjnych funduszy na prywatne wydatki swojej rodziny (w tym remont domu). W lipcu 2012 nowym liderem LN został Roberto Maroni, Umberto Bossi objął honorową funkcję federalnego prezydenta. W 2013 utrzymał mandat posła na XVII kadencję. W 2018 został natomiast wybrany na senatora XVIII kadencji, a w 2022 uzyskał mandat posła do Izby Deputowanych XIX kadencji.